# Liceum Ogólnokształcące im. Mikołaja Kopernika w Ostrowi Mazowieckiej
Liceum Ogólnokształcące im. Mikołaja Kopernika w Ostrowi Mazowieckiej – liceum ogólnokształcące w Ostrowi Mazowieckiej, którego historia sięga roku 1909. Jego siedzibą jest zabytkowy gmach przy ul. Kościuszki 36, zbudowany w latach 1923–1928.

## Historia

### Lata 1909–1928
- 1909: Klementyna Kraczkiewiczowa uruchamia dwuklasową, prywatną szkołę koedukacyjną, będącą progimnazjum.
- 1911: Karol Franciszek Grochowski uruchamia 6-klasowe progimnazjum, gromadząc 125 uczniów. Jest to zaledwie druga taka placówka w całej Guberni łomżyńskiej.
- 1912: Magistrat Ostrowi przejmuje placówkę K.F. Grochowskiego przekształcając ją w gimnazjum. Rok później gimnazjum ma już 8 klas.
- 1915: Gimnazjum podupada wraz z wyjazdem części nauczycieli i uczniów w głąb Rosji. Udaje się jednak wznowić zajęcia z grupą 72 uczniów w ośmioklasowym Gimnazjum Męskim.
- 1917: Powstaje trzyklasowa szkoła żeńska przekształcona rok później w ośmioklasowe gimnazjum społeczne.
- 1923: Rozpoczęcie budowy gmachu gimnazjum. Na teren budowy przybył również Prezydent II RP Stanisław Wojciechowski.
- 1924: Połączenie obydwu gimnazjów w gimnazjum koedukacyjne.
- 1928: Oddanie do użytku nowego gmachu Gimnazjum.

### Lata 1929–1944
- 1929: Szkole nadano imię Ignacego Mościckiego.
- 1936: I Zjazd Absolwentów i Wychowanków.
- 1939: Gmach gimnazjum został zajęty przez Niemców na koszary (do sierpnia 1944 r.), pedagodzy, absolwenci i uczniowie najstarszych klas gimnazjum zasilili wszystkie powstające w mieście i powiecie organizacje konspiracyjne.
- 1940: Z inicjatywy dyrektora Kazimierza Warchalskiego działalność zaczęły pierwsze tajne komplety dla młodzieży gimnazjalnej i licealnej.
- 1944: 13 września w prawym skrzydle szkoły nastąpił wybuch bomby pozostawionej przez wojska niemieckie. Zniszczeniu uległa trzecia część budynku szkoły.
- 1944: W październiku naukę w szkole rozpoczęło 383 uczniów.

### Lata 1945–2012
- 1951: Gimnazjum i Liceum zostało przemianowane na jedenastoklasową Szkołę Ogólnokształcącą Stopnia Licealnego i Podstawowego.
- 1960: II Zjazd Absolwentów
- 1967: Od liceum odłączono szkołę podstawową.
- 1974: III Zjazd Wychowanków i Absolwentów. Patronem szkoły został Mikołaj Kopernik. Od tego czasu pełna nazwa szkoły brzmi: Liceum Ogólnokształcące im. Mikołaja Kopernika w Ostrowi Mazowieckiej. Formalnie powołano Koło Wychowanków Gimnazjum i Liceum Ogólnokształcącego w Ostrowi Maz.
- 1979: IV Zjazd Wychowanków i Absolwentów. Nadanie szczepowi harcerskiemu przy L.O. imienia Krzysztofa Kamila Baczyńskiego. Otwarcie Sali Tradycji Szkoły.
- 1989: V Zjazd Wychowanków i Absolwentów. Udekorowanie sztandaru szkoły Złotą Odznaką Związku Nauczycielstwa Polskiego.
- 1994: VI Zjazd Wychowanków i Absolwentów.
- 1999: VII Zjazd Wychowanków i Absolwentów. Sztandar szkoły udekorowano Honorową Odznaką Polskiego Czerwonego Krzyża II stopnia.
- 2004: VIII Zjazd Wychowanków i Absolwentów.
- 2009: IX Zjazd Wychowanków i Absolwentów. Uroczystości obchodów 100-lecia szkoły.

## Dyrektorzy
- Klementyna Kraczkiewiczowa (1909–1911)
- Karol Grochowski (1911–1918)
- Wacław Topoliński (1918–1922)
- Amelia Harusewicz (1918–1924) Gimnazjum Żeńskie
- Stefan Wasilewski (1922–1923)
- Wacław Batorski (1923–1924)
- Bolesław Rydzewski (1924–1927)
- Jan Wojnicz-Sianożęcki (1927–1928)
- Kazimierz Warchalski (1928–1943)
- Wacław Krauze (1943–1950)
- Władysław Kazior (1950–1955)
- Stanisław Żezmer (1955–1956)
- Stefan Sudoł (1956–1960)
- Stanisław Karczmarzyk (1960–1970)
- Tadeusz Zaniewski (1970–1982)
- Stanisław Cepowicz (1982–2001)
- Włodzimierz Kazimierski (2001–2012)
- Waldemar Bartosik (2012–2022)[1]
- Monika Kuziak (od 2022)

## Osoby związane ze szkołą
(Wychowankowie, absolwenci i nauczyciele)
- prof. Stanisław Białousz – Politechnika Warszawska, specjalista w zakresie zastosowań zdjęć satelitarnych i lotniczych w badaniach środowiska i gleby;
- prof. Stanisław Byczkowski – Dr Honoris Causa Gdańskiego Uniwersytetu Medycznego; Członek Honorowy Polskiego Towarzystwa Farmaceutycznego;
- prof. Janusz Czerwiński – selekcjoner kadry narodowej w piłce ręcznej w latach 1967–1976;
- prof. Adam Czesław Dobroński – polski polityk i samorządowiec, historyk, poseł na Sejm II kadencji;
- prof. Jan Dzieniszewski – gastrolog, osobisty lekarz Prymasów Polski Stefana Wyszyńskiego oraz Józefa Glempa;
- Wacław Netter – dziennikarz i działacz narodowy, b. prezes Związku Dziennikarzy RP na obczyźnie, kawaler papieskiego Orderu św. Sylwestra;
- Wacława Potemkowska – nauczycielka ostrowskiego gimnazjum w latach 1936–1939. Autorka książek dla dzieci i młodzieży, m.in.: „Wielki spór w piątej klasie”, „Czterolistna koniczyna”, „Gaja”, „Wielka Warszawa”;
- doc. dr inż. Edward Radwański – wykładowca i autor podręczników z zakresu teorii maszyn cieplnych, systemów energetycznych i gospodarki energetycznej; siostrzeniec Marii Pileckiej, żony rotmistrza Witolda Pileckiego;
- Roman Samsel – dziennikarz, korespondent zagraniczny (głównie z krajów Ameryki Łacińskiej), pisarz, tłumacz z języka hiszpańskiego;
- prof. Andrzej Szujecki – specjalista w zakresie entomologii i ekologii lasu. W latach 1993–1997 podsekretarz stanu w Ministerstwie Leśnictwa i Ochrony Środowiska;
- Karol Tchorek – polski rzeźbiarz, marszand i kolekcjoner sztuki. Projektant pomników, działacz ZPAP;
- Wiesław Tupaczewski – satyryk polski, założyciel Kabaretu OT.TO;
- Kazimierz Uszyński – twórca i wieloletni dyrektor Muzeum Rolnictwa im. księdza Krzysztofa Kluka w Ciechanowcu.